# Посмішка звіра (мінісеріал, 1998)
«Посмішка звіра» робоча назва Кримінальні хроніки провінційного суду — український кримінальний 10-серійний серіал режисера Віктора Василенка що вперше транслювався у 1997-1999 роках.

## Сюжет
У провінційному місті по-звірячому вбито молоду дівчину. Судову справу веде суддя Кіра Іванівна… До суду привозять підозрюваного — хлопця Олімпія, розумово неповноцінного. У судову справу включаються люди Па-Па — мафіозної структури, яка тримає тиху владу у місті…

## Головні ролі
- Раїса Недашківська
- Володимир Цивінський
- Давид Бабаєв
- Вадим Скуратівський
- Леонід Марченко
- Георгій Мельський
- Віктор Сарайкін
- Сергій Озіряний
- Василь Баша
- Юрій Рудченко
- Ганна Самініна
- Лесь Задніпровський
- Олена Лицканович
- Юрій Авраменко
- Василь Мазур
- Ірина Рождественська та ін.

## Знімальна група
- Сценарист та режисер-постановник: Віктор Василенко
- Оператор-постановник: Ігор Приміський
- Звукорежисер: Ірина Четверикова
- Художник-постановник: Володимир Рудько
- Художник по костюмах: Лариса Жуковська
- Композитор: Юрій Щелковський
- Режисер: Тетяна Баришпол
- Оператор: Юрій Хорєв
- Художник-гример: Раїса Левченко
- Редактор: Олена Гапоненко
- Директор фільму: Юрій Авраменко

## Реліз
Вперше серіал Посмішка звіра було оприлюднено у 1997-1999 роках; у 1997 році вийшла перша серія першого сезону у 1998 році вийшли 2-5 серії першого сезону, а у 1999 році - 1-5 серії другого сезону (6-10 серії загалом).